# Vimy
Vimy település Franciaországban, Pas-de-Calais megyében. Lakosainak száma 4281 fő (2022. január 1.). Vimy Avion, Willerval, Arleux-en-Gohelle, Farbus, Givenchy-en-Gohelle, Méricourt, Neuville-Saint-Vaast és Thélus községekkel határos.

## Népesség
A település népessége az elmúlt években az alábbi módon változott:
| Lakosok száma | 4218 | 4261 | 4358 | 4265 | 4250 | 4358 | 4332 | 4307 | 4281 |
|               | 2013 | 2015 | 2016 | 2017 | 2018 | 2019 | 2020 | 2021 | 2022 |